# El Attaf
El Attaf (în arabă العطاف) este o comună din provincia Aïn Defla, Algeria.
Populația comunei este de 57.737 locuitori (2008).